# Panthera pardus kotiya
Il leopardo dello Sri Lanka (Panthera pardus kotiya, Deraniyagala, 1956), noto colloquialmente come kotiya, è una sottospecie di leopardo originaria dello Sri Lanka. Comunque, «kotiya» è il termine singalese usato attualmente per indicare la tigre, mentre leopardo si dice «divya». Vedi sotto per ulteriori informazioni.

## Descrizione

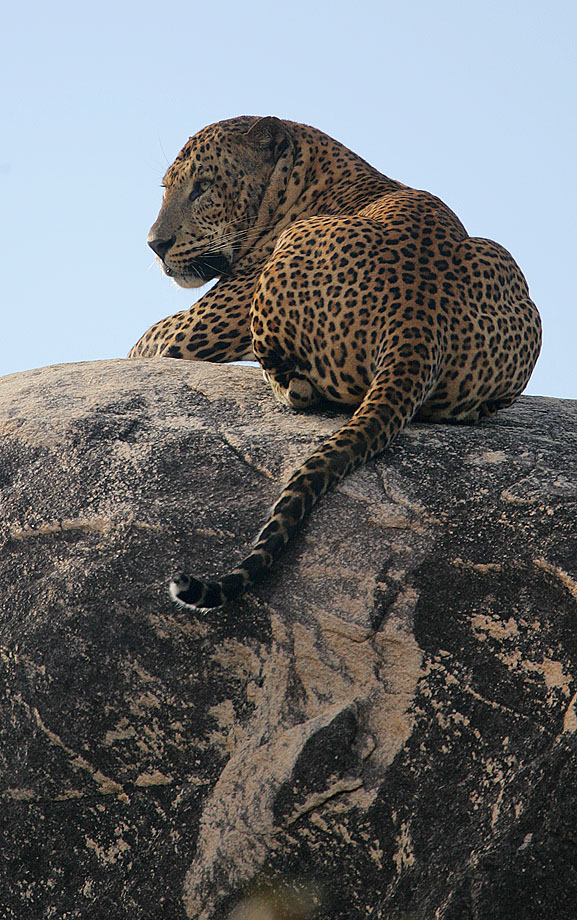
Un grosso maschio di leopardo dello Sri Lanka.

Il leopardo dello Sri Lanka è una delle nove sottospecie conosciute di leopardo. Il suo mantello è fulvo o giallo ruggine, ricoperto da macchie e rosette scure più piccole rispetto a quelle del leopardo indiano. Sette femmine che sono state pesate pesavano in media 29 kg; i maschi ne pesano in media 56, ma il leopardo più grande era di 77 kg. La lunghezza nei maschi sembra girare attorno al metro e trenta, ma il maschio più grande misurava circa 1,4 m; le femmine circa un metro. Tendenzialmente è una sottospecie di medio-grandi dimensioni ma comunque più piccola del leopardo persiano (Panthera pardus saxicolor) anche se nei leopardi le dimensioni sono sempre molto varie a seconda degli individui. Grazie alle dimensioni ed all'assenza della tigre e del leone, il leopardo dello Sri Lanka è il "superpredatore" nel proprio ecosistema, questo ruolo rende le sue abitudini molto diverse da quelle di quasi tutte le altre sottospecie che devono invece condividere il proprio habitat con predatori più forti.

## Areale ed habitat
Questo leopardo vive solamente nello Sri Lanka ed è il più grande predatore del Paese. In passato sapevamo molto poco su di esso, ma studi ancora in corso condotti dal Progetto Leopardo, sviluppato dal Wilderness and Wildlife Conservation Trust,) indicano che sia ancora diffuso in tutta l'isola, sia dentro che fuori dalle aree protette. Questo leopardo è stato osservato in una vasta gamma di habitat, comprese le foreste monsoniche sempreverdi, la giungla arbustiva secca, le foreste montane sia di bassa che di alta quota, le foreste pluviali e le foreste intermedie con zone umide.

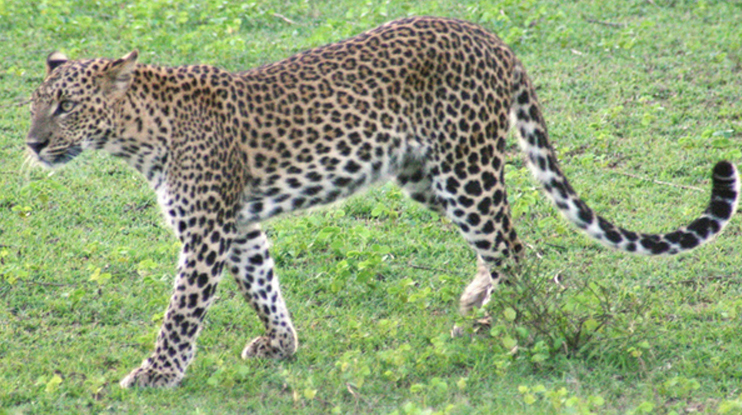
Leopardo dello Sri Lanka

## Alimentazione

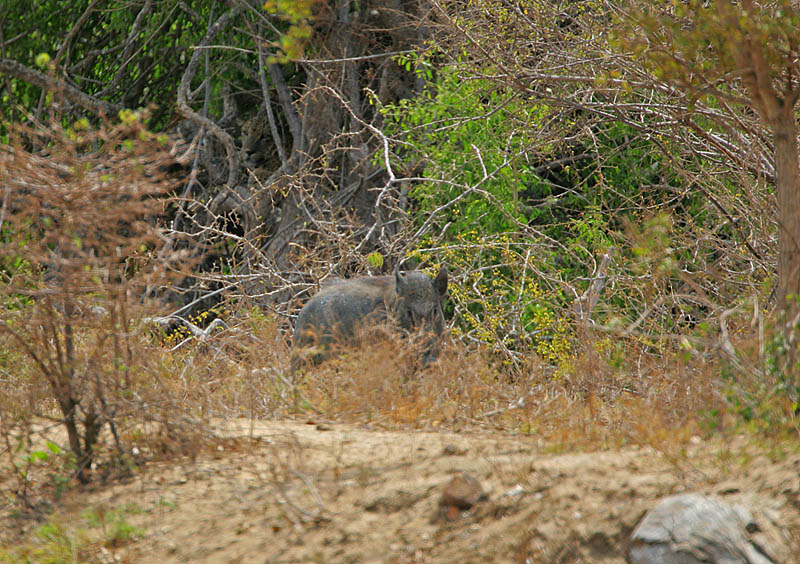
Il cinghiale rappresenta una delle prede preferite del leopardo dello Sri Lanka.

Come la maggior parte dei felini, il leopardo dello Sri Lanka è pragmatico nella scelta della dieta, che comprende piccoli mammiferi, uccelli e rettili, così come animali più grandi. L'axis o cervo pomellato costituisce la maggior parte della sua dieta nelle zone secche. Quest'animale preda anche sambar, cervi latranti, maiali selvatici e scimmie. Il felino è stato visto attaccare anche bufali quasi completamente adulti e in casi eccezionali anche gli adulti nelle giuste circostanze.
Questo leopardo caccia come gli altri leopardi, avvicinandosi silenziosamente alla preda fino a trovarsi alla giusta distanza per compiere uno scatto di velocità e saltare addosso alla sua vittima. La preda viene solitamente uccisa con un singolo morso alla gola.

## Biologia

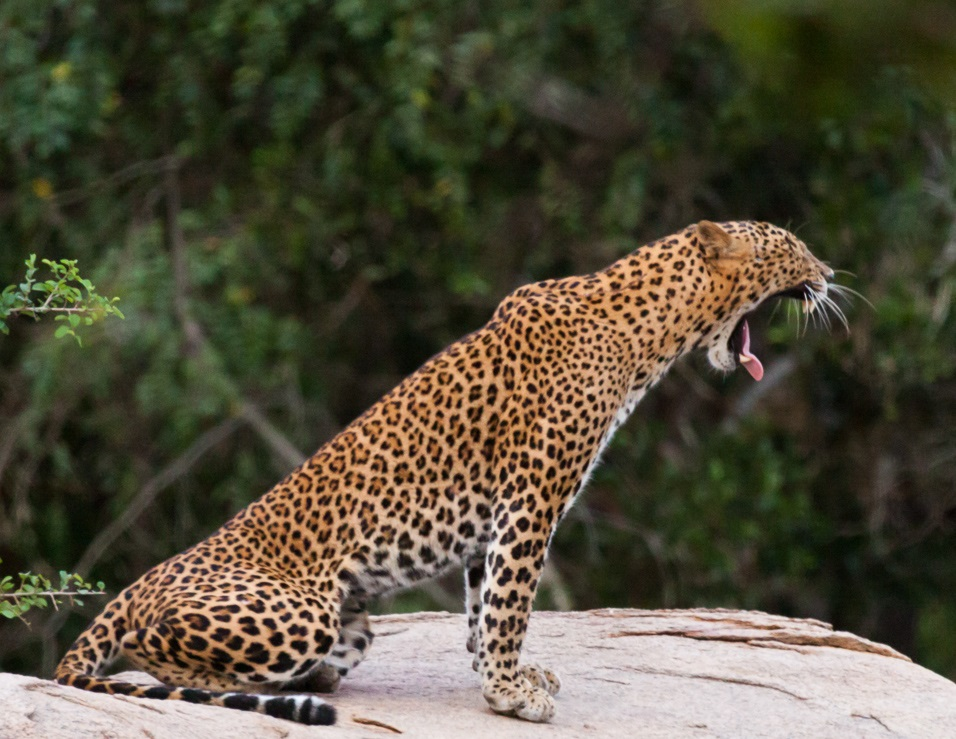
Il corpo agile e flessuoso, le potenti zampe, il forte morso e i grandi canini rendono il leopardo un perfetto predatore.

Uno studio recente effettuato nel parco nazionale di Yala (Il Progetto Leopardo) indica che i leopardi dello Sri Lanka non sono più socievoli e meno notturni delle altre popolazioni. Sono cacciatori solitari, ad eccezione delle femmine con i piccoli. Entrambi i sessi vivono in territori sovrapposti, con i territori dei maschi che si sovrappongono a quelli più piccoli di alcune femmine, oltre a sovrapporsi anche su quelli dei maschi vicini.
La stagione degli amori dura tutto l'anno e nella stagione secca non è stato riscontrato alcun picco degli accoppiamenti. Una cucciolata comprende solitamente due piccoli. Diversamente da altri leopardi, i leopardi dello Sri Lanka sembra che trasportino raramente le prede sugli alberi. Questo fatto avviene, comunque, anche in altre popolazioni dove il leopardo è l'unico grande predatore, rendendo inutile, quindi, trasportare le prede in luoghi irraggiungibili ad altri predatori.

## Minacce

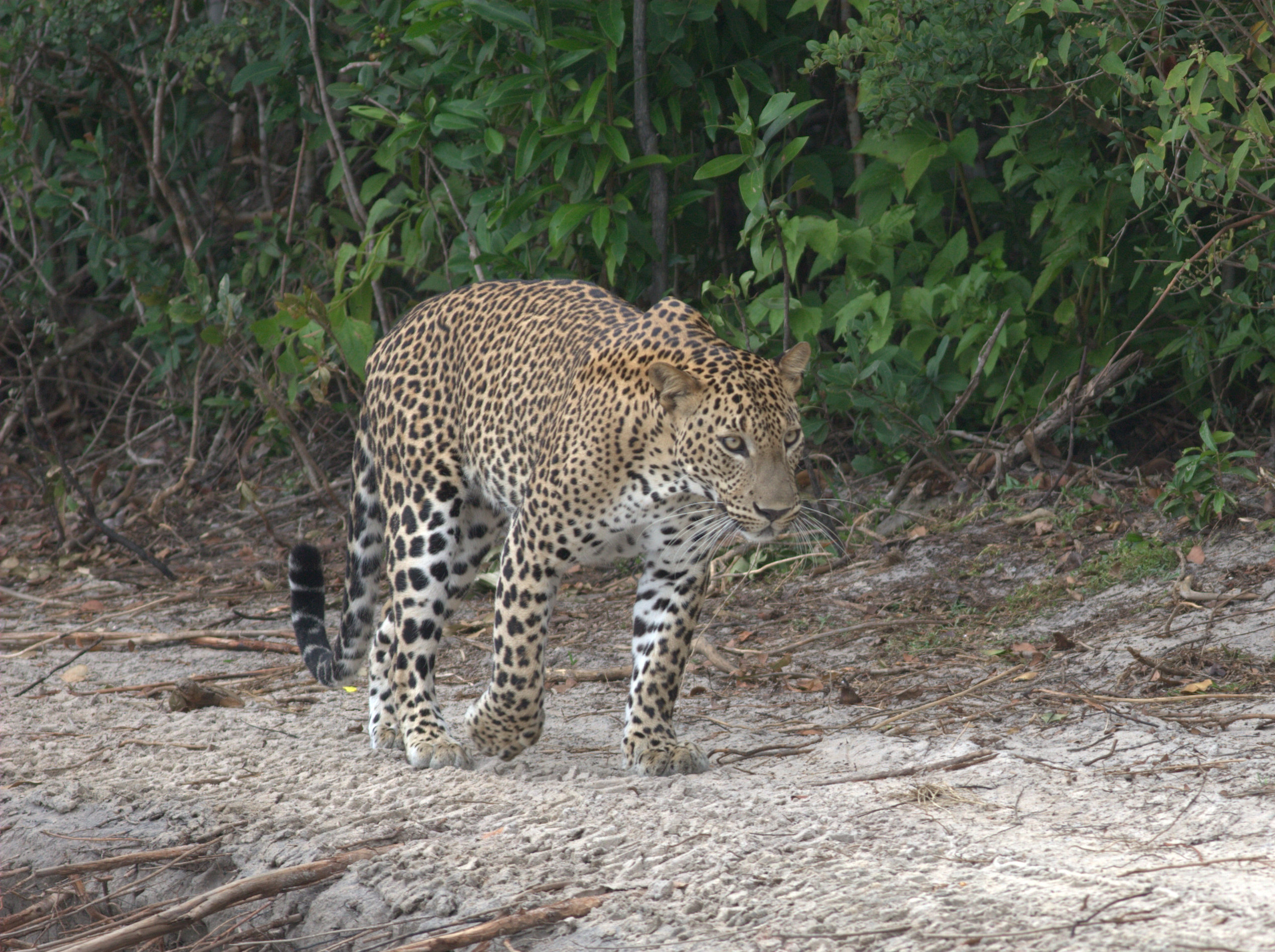
Un leopardo dello Sri Lanka nel Parco nazionale di Wilpattu.

La sopravvivenza del leopardo dello Sri Lanka è stata messa a dura prova a causa del bracconaggio, della distruzione dell'habitat e della persecuzione subita. Ma nonostante queste minacce, quest'animale è altamente adattabile ed è in grado di vivere nelle strette vicinanze degli insediamenti umani. Anni di guerriglia civile nello Sri Lanka hanno impedito progetti di conservazione, soprattutto nel parco nazionale di Wilpattu e nelle regioni orientali, contese dalle forze governative e dall'LTTE.

## Status in cattività

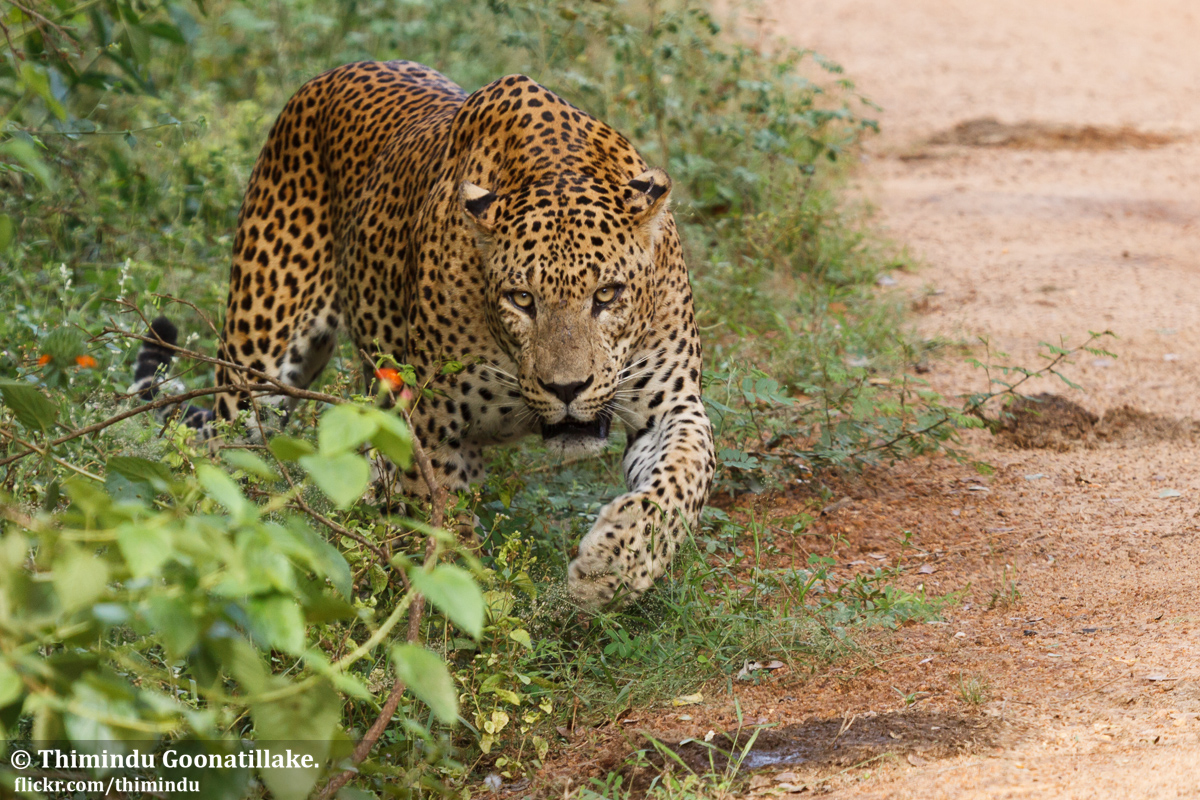
Un leopardo dello Sri Lanka nel Parco nazionale di Yala.

È una delle 4 sottospecie di leopardo inserite all'interno dei breeding programm europei (EEP). Tuttavia rispetto alle altre sottospecie è escluso completamente dai maggiori zoo della Germania ed ha un circuito particolare diviso fondamentalmente fra Repubblica Ceca, Francia e Spagna. Di fatto non è diffuso come il leopardo dell'Amur o il leopardo persiano. Il coordinatore del breeding programm europeo è attualmente lo zoo francese di Lisieux (EAZA-2017). Attualmente in Italia ne sono ospitati due esemplari maschi, Naut  e Bob,al Parco Safari delle Langhe ed una femmina, Kegalla, allo Zoo di Napoli.

## Conservazione
Prima di rendere effettiva ogni misura di conservazione sono necessarie ulteriori ricerche sul leopardo dello Sri Lanka. Il Progetto Leopardo, effettuato sotto la supervisione del Wilderness and Wildlife Conservation Trust (WWCT), sta lavorando insieme al governo dello Sri Lanka per accertarsi che queste avvengano. Alcuni studi sono stati svolti anche dalla Sri Lanka Wildlife Conservation Society. Il WWCT è attualmente impegnato nelle regioni collinari centrali, dove l'habitat del leopardo si sta rapidamente frammentando.

### Riserve e parchi

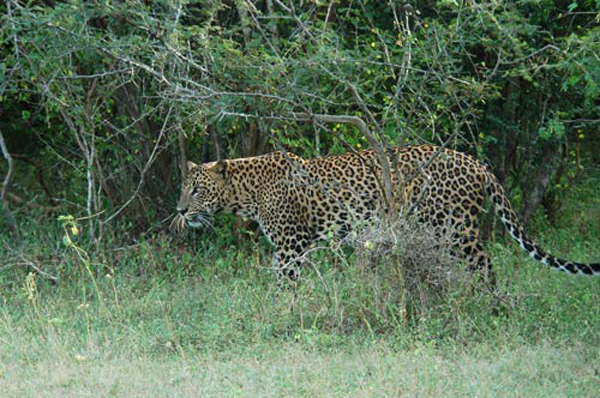
Leopardo dello Sri Lanka in natura

Esistono numerosi parchi e riserve dove il leopardo trova rifugio, tra le quali il Parco Nazionale di Yala che possiede una delle più alte densità registrate di leopardi del mondo, sebbene quest'animale venga ancora considerato in pericolo. Anche il parco nazionale di Wilpattu, nello Sri Lanka, è noto per essere un buon posto per osservare i leopardi. In alcune regioni dello Sri Lanka i leopardi tendono ad essere più facilmente osservabili che in altri Paesi dove condividono i loro habitat con competitori dominanti, come leoni o iene.

## Confusione di nomi in Sri Lanka

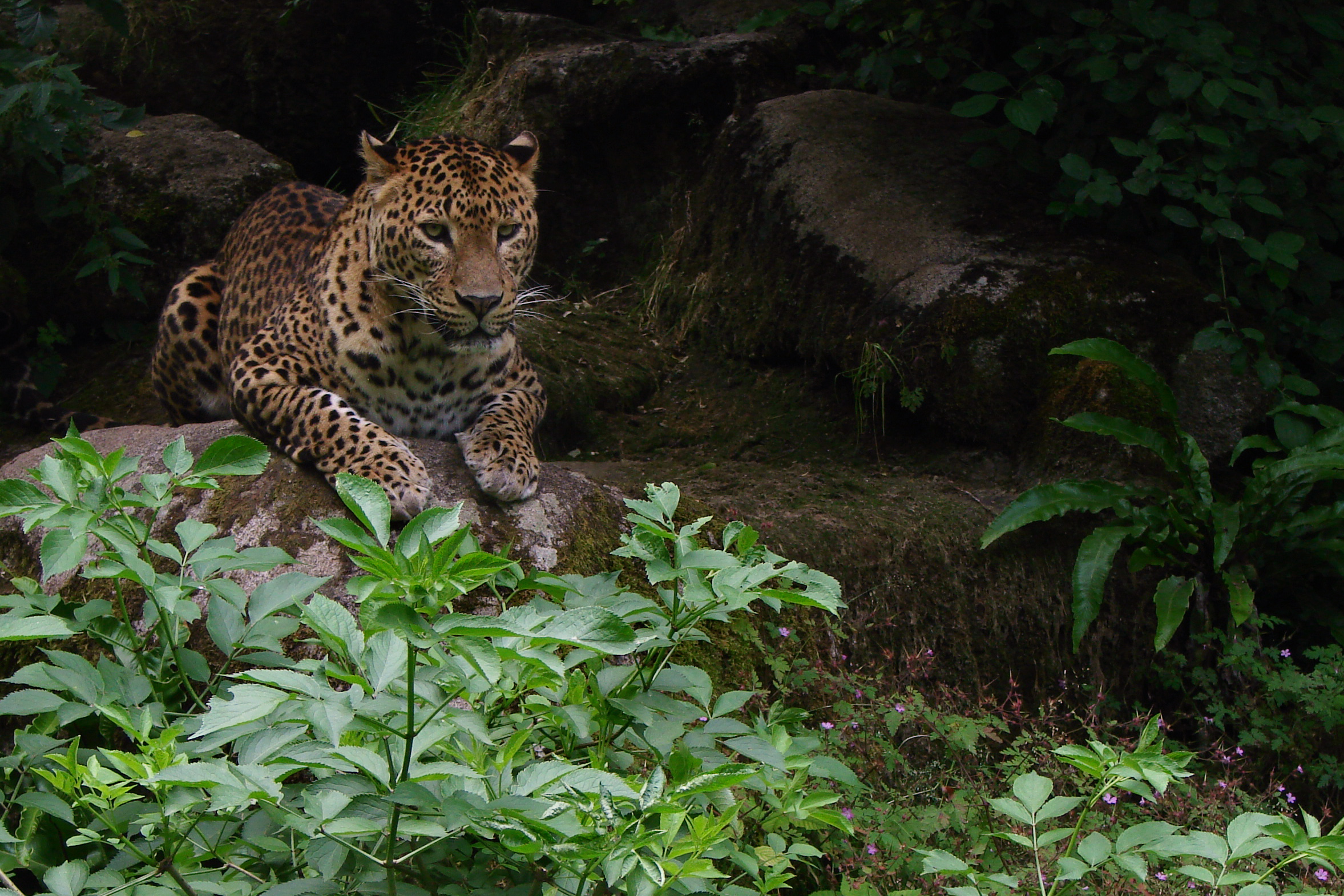
Un leopardo dello Sri Lanka nella giungla.

Alcuni anni fa, il kotiya venne erroneamente chiamato «tigre» da alcuni media singalesi a causa delle incorrette informazioni ricevute dall'allora capo del Dipartimento Ambientale dello Sri Lanka. Egli disse che «non esistono kotiya nello Sri Lanka», indicando, erroneamente, il Panthera pardus kotiya come «diviya» (felino).
Non esistono tigri in Sri Lanka. Sebbene Panthera pardus kotiya sia il kotiya, e non esista alcuna creatura chiamata Panthera pardus diviya, la gente locale incominciò ad usare «kotiya» per indicare la «tigre» e così «diviya» venne scelto per indicare il «leopardo».
Il termine «diviya» è stato usato per secoli in Sri Lanka per indicare le specie selvatiche più piccole della famiglia dei felidi, come l'«Handun Diviya» o il «Kola Diviya» (nomi indicanti entrambi il gatto pescatore).